# Schachweltmeisterschaft 1886
Die Schachweltmeisterschaft 1886 war die erste offizielle Schachweltmeisterschaft.
Zwar hatten in der Schachgeschichte bereits mehrmals zuvor Zweikämpfe zwischen den als besten geltenden Schachspielern stattgefunden. Doch der Weltmeistertitel „Champion of the World“ wurde erstmals in dem Zweikampf zwischen dem österreichischen, in den Vereinigten Staaten lebenden Wilhelm Steinitz und dem ursprünglich polnischen, aber inzwischen im Vereinigten Königreich beheimateten Spieler Johannes Hermann Zukertort vergeben.
Steinitz hatte sich seit seinem Zweikampfsieg gegen Adolf Anderssen 1866 als Weltmeister betrachtet. Zukertort hatte das stark besetzte Londoner Turnier 1883 vor Steinitz gewonnen und beanspruchte nun seinerseits den Titel. Um diese Meinungsverschiedenheit aus der Welt zu schaffen und einen einzigen, allgemein anerkannten Schachweltmeister festzustellen, sollten die beiden Kontrahenten einen auf zehn Siege aus einer beliebigen Anzahl von Schachpartien angesetzten Titelkampf führen. Dieser Titelkampf war die erste von allen Schachhistorikern anerkannte Schachweltmeisterschaft und fand vom 11. Januar bis 29. März 1886 in den Vereinigten Staaten statt. Nach 20 in New York City, St. Louis und New Orleans ausgetragenen Partien hatte Wilhelm Steinitz bei fünf Remispartien und fünf Niederlagen die nötigen zehn Siege erzielt und galt mit dem Titel „Champion of the World“ als erster allgemein anerkannter Schachweltmeister.

## Vorgeschichte
In Europa, Nordamerika und Australien hatten sich seit der Mitte des 19. Jahrhunderts Schachmeister in Turnieren gemessen. Mehrfach hatten starke Schachmeister auch Zweikämpfe gegeneinander ausgefochten, beginnend mit dem 1834 ausgetragenen Duell zwischen Alexander McDonnell und Louis-Charles Mahé de La Bourdonnais.
Steinitz galt bereits im Kindesalter als stärkster Prager Spieler. Nach Erfolgen bei Turnieren der Wiener Schachgesellschaft erregte Steinitz bei einem Londoner Turnier Aufsehen. Obwohl er nur den letzten Platz erreichte, wurde sein kühner Stil von Turniersieger Adolf Anderssen gelobt.
| Wettkampf 1866   | 1 | 2 | 3 | 4 | 5 | 6 | 7 | 8 | 9 | 10 | 11 | 12 | 13 | 14 | Siege | Punkte |
| ---------------- | - | - | - | - | - | - | - | - | - | -- | -- | -- | -- | -- | ----- | ------ |
| Adolf Anderssen  | 1 | 0 | 0 | 0 | 0 | 1 | 1 | 1 | 1 | 0  | 0  | 1  | 0  | 0  | 6     | 6      |
| Wilhelm Steinitz | 0 | 1 | 1 | 1 | 1 | 0 | 0 | 0 | 0 | 1  | 1  | 0  | 1  | 1  | 8     | 8      |

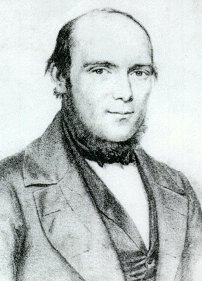
Adolf Anderssen galt von 1862 bis 1866 als stärkster Schachspieler der Welt.

Vom 14. Juli bis zum 10. August 1866 fand zwischen dem als stärksten Schachspieler der Welt geltenden Adolf Anderssen und Wilhelm Steinitz ein Zweikampf in London statt, den Steinitz mit 8:6 Punkten für sich entschied. Bei diesem Zweikampf, wie überhaupt bei Partien zwischen den beiden Kontrahenten, gab es keine Remispartie.
| Wettkampf 1872        | 1 | 2 | 3 | 4 | 5 | 6 | 7 | 8 | 9 | 10 | 11 | 12 | Siege | Punkte |
| --------------------- | - | - | - | - | - | - | - | - | - | -- | -- | -- | ----- | ------ |
| Wilhelm Steinitz      | 1 | 1 | ½ | ½ | 1 | 1 | ½ | 0 | 1 | 1  | ½  | 1  | 7     | 9      |
| Johannes H. Zukertort | 0 | 0 | ½ | ½ | 0 | 0 | ½ | 1 | 0 | 0  | ½  | 0  | 1     | 3      |
Zukertort erlernte das Schachspiel an der Universität Breslau während seines Medizinstudiums. Seine große Schachkarriere begann, als er in England lebte, um 1872, nachdem er zuvor mit Anderssen trainiert hatte. Vom 6. August bis zum 5. September 1872 trugen Steinitz und Zukertort in London einen ersten Zweikampf gegeneinander aus, den Steinitz mit 9:3 Punkten gewann.
Steinitz spielte nach seinem Sieg im Wiener Turnier 1873 keine ernsthaften Turniere mehr, während Zukertort in diesen Jahren durch positive Ergebnisse auffiel. Der Höhepunkt von Zukertorts Spielstärke war nach mehreren Siegen in englischen Turnieren der folgenden Jahre und dem Turniersieg in Paris 1878 erreicht.
Steinitz schlug Anfang 1882 einen Konsultationswettkampf gegen Zukertort vor, was dieser jedoch ablehnte. Zukertort war stattdessen bereit, „mit Steinitz unter annehmbaren Bedingungen allein zu spielen“. Falls Steinitz dies nicht wolle, solle er beim Wiener Turnier 1882 mitspielen. Steinitz nahm am Wiener Schachturnier 1882 teil und errang gemeinsam mit Winawer den Sieg, während Zukertort auf dem geteilten fünften Platz landete. Steinitz stichelte Zukertort deswegen oftmals, auch noch nach dem als stärkstes Turnier der Welt geltenden Turnier in London 1883. Dieses Turnier gewann Johannes Hermann Zukertort vor Wilhelm Steinitz und zweifelte anschließend den Status Steinitz’ als Champion of the World an, da er sich nun selbst als Titelträger betrachtete.
Wilhelm Steinitz siedelte im August 1883 in die Vereinigten Staaten über, deren Staatsbürgerschaft er jedoch erst am 23. November 1888 erhielt. Seinen Vornamen änderte er auch erst um die Zeit des Erhalts der Staatsbürgerschaft in William.
Steinitz’ Sticheleien, er weiche einem Zweikampf aus, war Zukertort überdrüssig, und so ließ er im März 1885 in der Zeitschrift Chess Monthly eine Herausforderung dazu abdrucken. Beide Parteien sollten einen Sekundanten und diese einen Schiedsrichter ernennen.
Im Januar 1885 bescheinigte die deutsche Schachzeitung Zukertort, weiterhin im Zenit seines Ruhmes und seiner Kunstfertigkeit zu stehen. Der Spielstil Steinitz’ wurde von Richard Mangelsdorf an anderer Stelle kurz vor der Weltmeisterschaft hingegen als sicher beschrieben. Wilhelm Steinitz selbst berichtete im International Chess Journal kurz vor Beginn des Wettkampfs, seine Gesundheit habe sich stark verbessert, seit er in den Vereinigten Staaten lebe.

## Organisation
Am 28. März 1885 ernannte Steinitz den Sekretär des Manhattan Chess Club, Gustav Simonson, als vorläufigen Sekundanten. Am 30. Mai 1885 berief Zukertort den Sekretär des St. George’s Chess Club in London, James Innes Minchin. Die Sekundanten wurden von den Kontrahenten später durch Thomas Frére für Steinitz und Charles Möhle für Zukertort ersetzt. Frére und Minchin verhandelten über das Zustandekommen des Wettkampfs. Am 29. Dezember 1885 wurde der Spielvertrag von Steinitz und Zukertort unterzeichnet.
Das finanziell zu großen Teilen von Mäzenen getragene Ereignis wurde etwa neun Monate lang geplant. Dabei wurde unter anderem um die Bedenkzeit, Siegbedingungen und finanzielle Regelungen diskutiert.

### Spielbedingungen

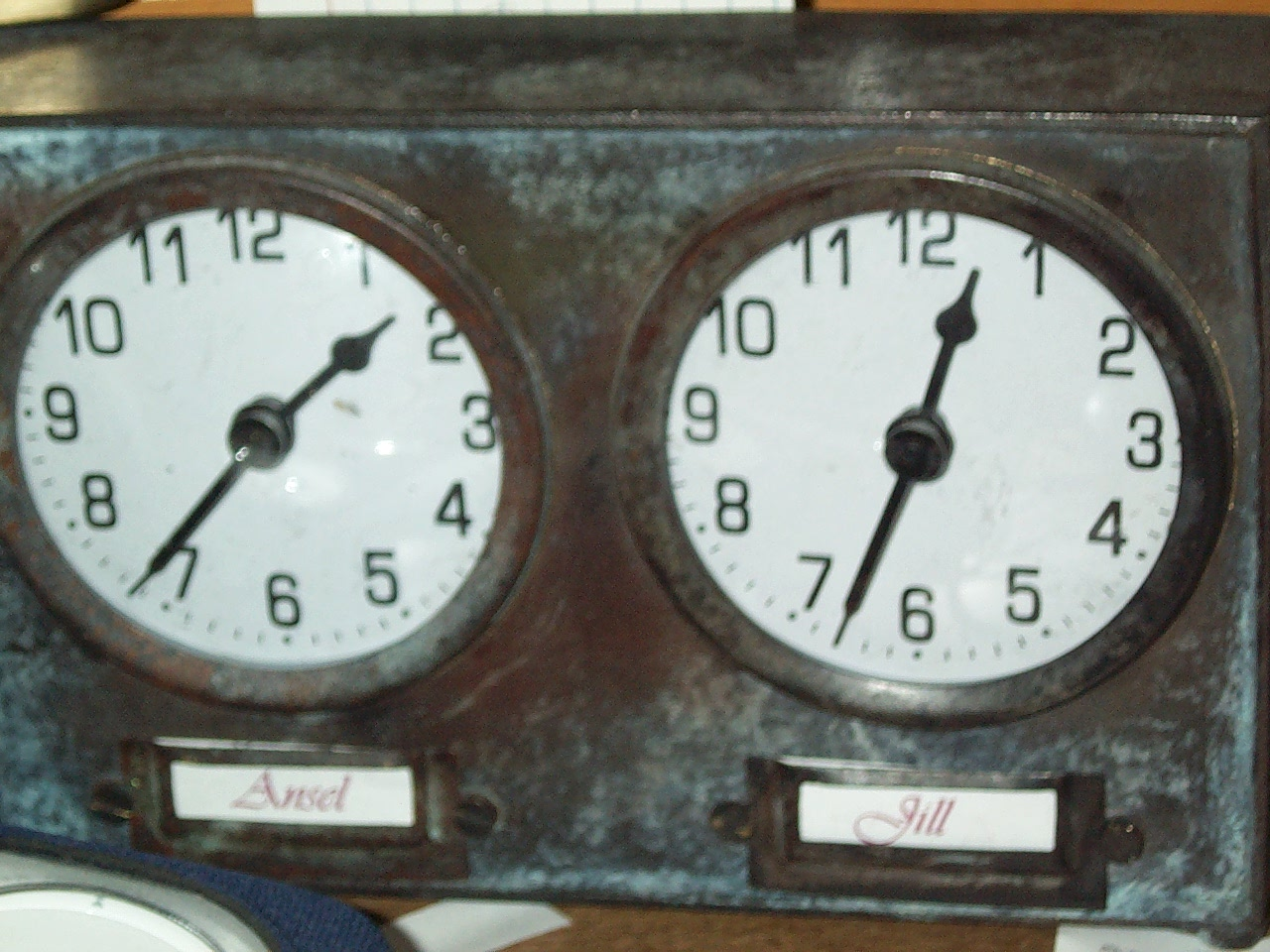
Doppeluhr

Da Doppeluhren erstmals 1883 beim Londoner Turnier eingesetzt worden waren, bestand wenig Erfahrung mit ihnen. Zukertort verlangte zwei Stunden Bedenkzeit für 40 Züge, während Steinitz auf höherer Bedenkzeit bestand. Die Kontrahenten einigten sich schließlich auf zwei Stunden für 30 Züge und jeweils eine Stunde für 15 weitere Züge. Partien sollten an jedem zweiten Tag von 14:00 Uhr bis 18:00 Uhr gespielt und von 20:00 Uhr bis 24:00 Uhr fortgesetzt werden. Abgebrochene Partien sollten an den Ruhetagen vollendet werden. Bei einer ärztlich festgestellten Krankheit konnten dabei bis zu drei Ruhetage beansprucht werden. Ein Zeitlimit für Verspätungen zu Partien bestand nicht, jedoch wurde die Zeit auf die Bedenkzeit angerechnet. Bei Partieabbrüchen mussten die Abgabezüge in Worten aufgeschrieben werden und wurden bei Wiederaufnahme in üblicher Notation auf den Partieformularen notiert.
Für die Stellungswiederholung wurde die Sonderregel vereinbart, dass abweichend von den gültigen Schachregeln des Deutschen Handbuchs bei einer sechsfachen Wiederholung einer Zugserie beide Spieler das Recht auf eine Remisreklamation erhalten.
Handlungen, die den Gegner während der Partie ungerecht schädigen oder beleidigen, wurden mit einer Geldbuße von zehn bis einhundert US-Dollar belegt. Regelverletzungen wurden mit fünf bis fünfzig US-Dollar bestraft und für Verzögerungen des Zweikampfes oder Verhalten, das sich schädigend auf die Einnahmen durch den Zweikampf auswirken würde, wurden fünfzig bis zweihundertfünfzig US-Dollar Geldbuße festgelegt. Alle Geldbußen kämen dem Gegner zugute.

### Austragungsorte

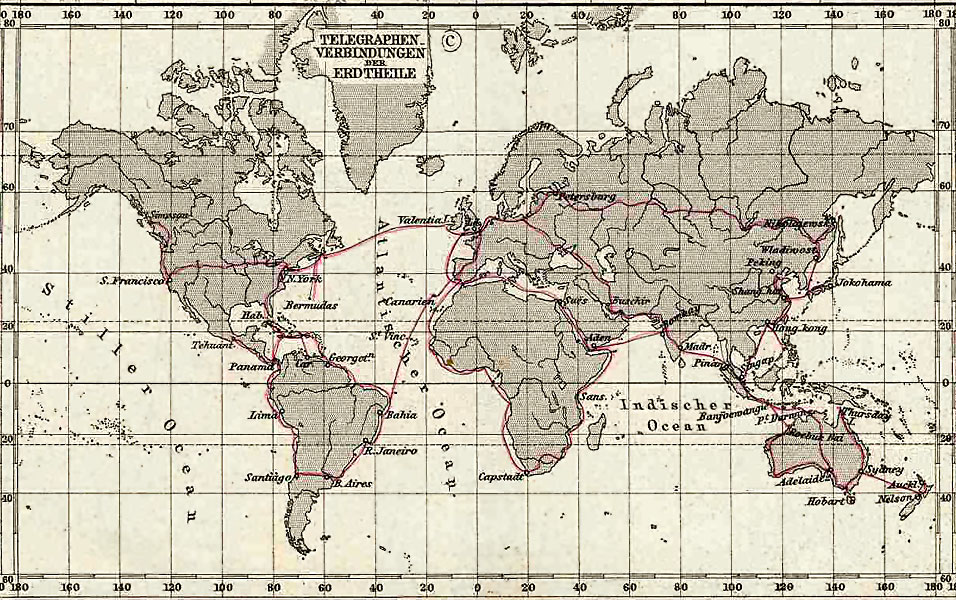
Telegrafenverbindungen 1891

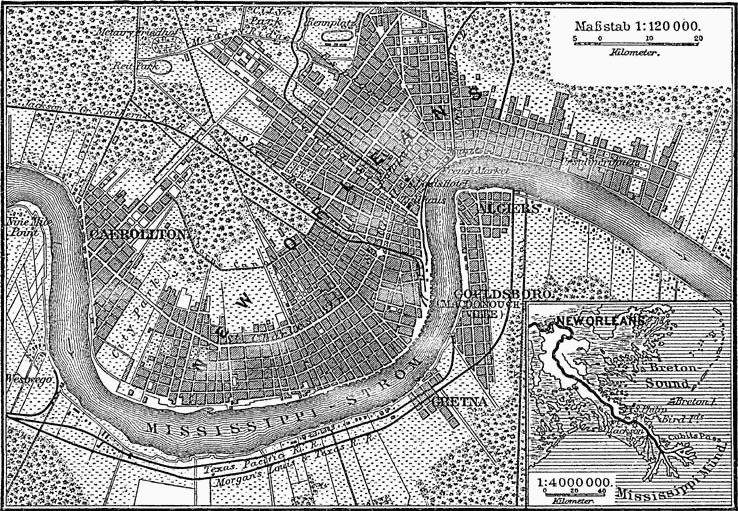
New Orleans um 1888

Bis zu den ersten vier Siegen einer Partei wurde in New York City gespielt, anschließend sollte bis zu drei weiteren Siegen einer Partei in St. Louis gastiert werden, um danach den Kampf bis zur Entscheidung in New Orleans fortzusetzen. Der erste Austragungsort war Cartier’s rooms, no.80 Fifth Avenue in New York City; ein Spielort, der insoweit schachhistorische Bedeutung hatte, als in diesen Hallen auch Paul Morphy beim ersten Schachkongress der Vereinigten Staaten 1857 einen Zweikampf gegen Louis Paulsen ausgetragen und gewonnen hatte. Steinitz und Zukertort benutzten dasselbe Brett und dieselben Figuren wie Morphy und Paulsen. Zur Eröffnung der Schachweltmeisterschaft erschienen vierzig Zuschauer, und es wurde erstmals ein Demonstrationsbrett verwendet. Die Liveübertragung in verschiedene Schachvereine in den Vereinigten Staaten sowie nach London wurde per Telegraf sichergestellt. Dazu wurden Telegramme (Kabeldepeschen) mit den Ergebnissen versendet.

### Rahmenbedingungen
Als Sieger der Schachweltmeisterschaft sollte derjenige Spieler hervorgehen, der zuerst zehn Siege erringt. Remispartien wurden nicht gezählt. Beim Stand von 9:9 Siegen sollte das Match als unentschieden gewertet und der Weltmeistertitel nicht vergeben werden. Beide Kontrahenten hinterlegten jeweils einen Einsatz von 2000 US-Dollar. Der Sieger des Zweikampfes sollte die komplette Summe erhalten. Zuletzt erhielt Steinitz, der Sieger des Zweikampfes, 4000 US-Dollar Preisgeld, doch auch Zukertort erhielt 750 US-Dollar. Weiters soll Steinitz etwa 1000 US-Dollar durch Wetten auf seinen Sieg erhalten haben, was jedoch nicht bewiesen werden konnte.
Schiedsrichter und Stakeholder war Charles F. Buck aus New Orleans.
Punkt 7 der Unter-Regeln und Abmachungen des Wettkampfes sah den Einsatz eines Demonstrationsbretts für die Zuschauer vor und erlaubte den Gebrauch von Taschenschachspielen. Es herrschte jedoch Analyseverbot. Die Verwertungsrechte der Schachpartien sollten Steinitz und Zukertort gehören.

## Verlauf
Die folgende Tabelle gibt eine Übersicht über Ergebnisse und Zeitverbrauch der Kontrahenten. In den meisten Partien standen das abgelehnte Damengambit und die Spanische Partie zur Debatte.
| Partie | Ort * | Datum (1886) | Partieergebnis | Partieergebnis | Eröffnung               | ECO-Code | Züge | Zeit     | Zeit      | Zeit   | Siege    | Siege     |
| ------ | ----- | ------------ | -------------- | -------------- | ----------------------- | -------- | ---- | -------- | --------- | ------ | -------- | --------- |
|        |       |              | Steinitz       | Zukertort      |                         |          |      | Steinitz | Zukertort | Partie | Steinitz | Zukertort |
| 1      | NYC   | 11. Januar   | 1              | 0              | Abgelehntes Damengambit | D11      | 46   | 2:45h    | 2:30h     | 5:15h  | 1        | 0         |
| 2      | NYC   | 13. Januar   | 0              | 1              | Schottische Partie      | C47      | 46   | 3:20h    | 2:36h     | 5:56h  | 1        | 1         |
| 3      | NYC   | 15. Januar   | 0              | 1              | Abgelehntes Damengambit | D10      | 47   | 3:05h    | 2:15h     | 5:20h  | 1        | 2         |
| 4      | NYC   | 18. Januar   | 0              | 1              | Spanische Partie        | C67      | 39   | 2:30h    | 1:25h     | 3:55h  | 1        | 3         |
| 5      | NYC   | 20. Januar   | 0              | 1              | Abgelehntes Damengambit | D10      | 32   | 2:15h    | 1:15h     | 3:30h  | 1        | 4         |
| 6      | SL    | 3. Februar   | 1              | 0              | Spanische Partie        | C67      | 61   | 3:33h    | 1:53h     | 5:26h  | 2        | 4         |
| 7      | SL    | 5. Februar   | 1              | 0              | Abgelehntes Damengambit | D40      | 35   | 2:10h    | 2:05h     | 4:15h  | 3        | 4         |
| 8      | SL    | 8. Februar   | ½              | ½              | Spanische Partie        | C67      | 22   | 1:15h    | 0:20h     | 1:35h  | 3        | 4         |
| 9      | SL    | 10. Februar  | 1              | 0              | Abgelehntes Damengambit | D26      | 38   | 2:12h    | 1:55h     | 4:07h  | 4        | 4         |
| 10     | NO    | 26. Februar  | ½              | ½              | Spanische Partie        | C67      | 21   | 0:58h    | 0:23h     | 1:21h  | 4        | 4         |
| 11     | NO    | 1. März      | 1              | 0              | Spanische Partie        | C49      | 42   | 2:39h    | 1:25h     | 4:04h  | 5        | 4         |
| 12     | NO    | 3. März      | 1              | 0              | Spanische Partie        | C67      | 44   | 2:37h    | 1:35h     | 4:12h  | 6        | 4         |
| 13     | NO    | 5. März      | 0              | 1              | Abgelehntes Damengambit | D26      | 86   | 4:55h    | 3:10h     | 8:05h  | 6        | 5         |
| 14     | NO    | 13. März     | ½              | ½              | Spanische Partie        | C67      | 48   | 2:55h    | 1:20h     | 4:15h  | 6        | 5         |
| 15     | NO    | 15. März     | ½              | ½              | Abgelehntes Damengambit | D35      | 49   | 2:14h    | 1:02h     | 3:16h  | 6        | 5         |
| 16     | NO    | 17. März     | 1              | 0              | Spanische Partie        | C65      | 49   | 2:45h    | 2:10h     | 4:55h  | 7        | 5         |
| 17     | NO    | 19. März     | ½              | ½              | Abgelehntes Damengambit | D53      | 52   | 2:35h    | 1:35h     | 4:10h  | 7        | 5         |
| 18     | NO    | 22. März     | 1              | 0              | Spanische Partie        | C65      | 40   | 2:10h    | 1:15h     | 3:25h  | 8        | 5         |
| 19     | NO    | 24. März     | 1              | 0              | Abgelehntes Damengambit | D53      | 29   | 1:04h    | 1:00h     | 2:04h  | 9        | 5         |
| 20     | NO    | 29. März     | 1              | 0              | Steinitz-Gambit         | C25      | 19   | 0:30h    | 0:30h     | 1:00h  | 10       | 5         |

Nach Minckwitz betrug der gesamte Bedenkzeitverbrauch während des Wettkampfs 48:27 Stunden für Steinitz und 31:39 Stunden für Zukertort, insgesamt also 80:06 Stunden. Es wurden 844 Züge gespielt.

### New York City
Ausrichter in New York City war der 1877 gegründete Manhattan Chess Club, der zu diesem Zweck 1.000 US-Dollar aufgebracht hatte. Vom 5. bis 13. Dezember 1885 fuhr Zukertort mit der Etruria von Liverpool nach New York City. Dort empfing ihn neben Steinitz eine Schachdelegation der Vereinigten Staaten. Nach mehrwöchigen Vorbereitungen begann am 11. Januar 1886 der erste Zweikampf um die Schachweltmeisterschaft. Dieser wurde von Minckwitz in seinem 1886 erschienenen Buch als „der bedeutendste Schachwettkampf aller Zeiten“ eingeschätzt.
Von den ersten fünf Partien gewann Zukertort vier und Steinitz eine. Es folgte eine achttägige Ruhepause, bis die Kontrahenten zur Fortsetzung des Duells nach St. Louis fuhren.

### St. Louis
In St. Louis wurde der Zweikampf im St. Louis Chess, Checkers and Whist Club fortgesetzt.
Mit der spanischen Eröffnung gewann Steinitz die erste Partie in St. Louis. Anfang Februar 1886 prognostizierte die Illustrirte Zeitung während der 4:2-Führung Zukertorts, dass dieser durch mangelnde Ausdauer seinen Vorsprung wohl nicht halten würde. In der Ausgabe vom 13. Februar bemerkte die Zeitung, dass sich die Vorhersage bestätigt habe und Steinitz vermutlich den Zweikampf gewinnen würde. Nachdem Steinitz seinem Sieg aus New York City drei weitere hinzugefügt hatte, wurde das Duell beim Stand von 4:4 Siegen nach New Orleans verlegt.

### New Orleans
In New Orleans spielten Steinitz und Zukertort im New Orleans Chess, Checkers and Whist Club.
Zukertort gewann nur noch eine der letzten elf Partien, wodurch Steinitz bei Stand von 10:5 Siegen den Titel „Champion of the World“ eroberte.

## Nachwirkungen

### Weltmeistertitel
Wilhelm Steinitz wurde später Staatsbürger der Vereinigten Staaten und änderte seinen Vornamen in William. Als dieser verteidigte er 1889, 1890 und 1892 seinen Weltmeistertitel, bis er ihn bei der Schachweltmeisterschaft 1894 an Emanuel Lasker verlor.

### Zukertorts Tod
Oftmals wird Zukertorts Erschöpfung während der Schachweltmeisterschaft 1886 nicht nur für seine Niederlage, sondern auch für seinen Tod am 20. Juni 1888 mitverantwortlich gemacht.

### Spielvertrag
Der Spielvertrag zwischen Steinitz und Zukertort befindet sich seit der Auflösung des Manhattan Chess Club 2002 im Privatbesitz eines Sammlers.